# Henri-Ernest de Stolberg-Wernigerode
Henri Ernest de Stolberg-Wernigerode (7 décembre 1716, Wernigerode – 24 octobre 1778, Halberstadt) est un homme politique allemand, Chanoine, doyen et auteur de plusieurs hymnes. Il publie également des poèmes et des collections de chansons. Il est Comte de Stolberg-Wernigerode de 1771 jusqu'à sa mort.

## Biographie
Henri Ernest est le fils aîné survivant du comte Christian Ernest de Stolberg-Wernigerode. Sa mère, la comtesse Sophie-Charlotte de Leiningen-Westerbourg, est fortement influencé par le Piétisme et élève son fils dans cet esprit. Henri Ernest étudie dans les universités de Halle et de Göttingen et, déjà en 1739, il reçoit une Prébende au chapitre de la cathédrale à Halberstadt; cette nomination fut confirmée par le Roi Frédéric II de Prusse. En 1739, il reçoit également l'Ordre de Dannebrog par le roi Christian IV de Danemark.
Son père l'implique dans la gestion du comté à partir d'un jeune âge et après 1742, il participe constamment à des réunions de la Chambre de Wernigerode. Il participe, par exemple, au développement de l'industrie de la tourbe sur le Mont Brocken, en 1743, nommé Heinrichshöhe.
Durant la vie de son père, il élargit le département d'hymnologie de la bibliothèque du comte, et collecté et composé lui-même près de 400 hymnes. Il aide également le poète populaire Anna Louisa Karsch. En 1763, Johann Georg Ziesenis fait de lui un tableau montrant le roi Frédéric II de Prusse à ses genoux.
Après la mort de son père le 25 octobre 1771, à 55 ans, Henri Ernest prend le gouvernement dans le comté de Wernigerode, où il a promu le piétiste comme forme de vie religieuse.

## Mariage et descendance
Henri Ernest épouse le 11 décembre 1738 à Sorau Marie-Élisabeth, fille du comte Erdmann II de Promnitz. Elle est décédée le 29 juillet 1741 à Wernigerode la suite de la naissance de leur deuxième fille.
- Charlotte Auguste (9 octobre 1740-20 septembre 1741)
- Fille (1741-1741)

Après un an de deuil, il se remarie, à Köthen, à la princesse Christiane-Anne d'Anhalt-Köthen, fille de Auguste-Louis d'Anhalt-Köthen et de sa seconde épouse, la comtesse Émilie de Promnitz (la sœur de sa première épouse). Son fils et héritier, est né de ce mariage:
- Christian-Frédéric de Stolberg-Wernigerode (1746-1824) marié à Auguste-Éléonore de Stolberg-Stolberg (1748-1821)
- Auguste Frédérique (4 septembre 1743-9 janvier 1783) mariée d'abord, le 5 décembre 1767 à Gustave-Frédéric d'Isembourg-Büdingen (7 août 1715-12 février 1768), marié en secondes noces, le 24 septembre 1768 à Louis Casimir d'Isenburg-Büdingen (25 août 1710-15 décembre 1775) et marié en troisièmes noces, le 26 juin 1777 à Frédéric de Wendt (décédé le 24 septembre 1818)
- Louise Ferdinande (30 septembre 1744-3 février 1784) mariée le 13 juin 1766 à Frédéric-Erdmann d'Anhalt-Pless (1731-1797)

## Travaux
- Poèmes Religieux, édition par Siegmund Jakob Baumgarten, 4 volumes, Halle, 1748-52.
- Der sel. u. sichere Glaubensweg eines ev. Christen dans gebundene Rede gebracht, Wernigerode 1747
- Neue Sammlung geistlicher Lieder, Wernigerode, 1752 [éditeur], y compris sa chanson: Fort, fort, mein Herz, du mußt stets aufwärts steigen